# Dope HEADz
Dope HEADz（ドープ・ヘッズ）は、日本のロックバンド。

## 概要
2000年4月、前年発売のhideトリビュート・アルバム『hide TRIBUTE SPIRITS』参加を機にhide with Spread BeaverのメンバーであるI.N.A、X JAPANのPATAとHEATHを中心に結成。ボーカリストをラジオ番組において募集し、JO:YAを加入。2001年2月にシングル「GLOW」をリリース。フジテレビ系列「HEY!HEY!HEY! MUSIC CHAMP」などにも出演するなどプロモーション活動も盛んに行ってきたが同年9月9日のZepp TokyoのライブをもってJO:YAが脱退。その後、新ボーカリストにShameを迎えるが活動自体が失速気味になり2003年3月、「Dope HEADz は活動を一時休止します。」と活動休止を発表。ファンのことは「KIDz」と呼ばれる。2013年、hideトリビュート・アルバム『hide TRIBUTE Ⅶ –Rock SPIRITS-』にてShame、PATA、INAが参加したTHE PINK SPIDERSで「ピンクスパイダー」を収録。

## メンバー
- ボーカル：Shame（Ravecraft）
- ギター：PATA
- ベース：HEATH
- プログラマー：I.N.A

### 過去メンバー
- ヴォーカル：JO:YA（ex.LUCIDE→PLUSRAY）

## ディスコグラフィ

### シングル
1. GLOW（2001年2月21日）オリコン35位
  1. GLOW[5:05]
作詞・作曲・編曲：I.N.A
ワコール「KIME-BRA」CMソング。
  2. FIRE WALL[4:54]
作詞：HEATH／作曲・編曲：I.N.A・HEATH
  3. FIRE WALL rev.B[5:54]
  4. GLOW voiceless version[5:05]
2. TRUE LIES（2001年4月25日）オリコン35位
  1. TRUE LIES[4:50]
作詞：HEATH／作曲・編曲：I.N.A・HEATH
NTV系「『AX MUSIC-FACTORY』AX POWER PLAY #29」テーマソング
  2. evening rose[5:25]
作詞：HEATH／作曲・編曲：I.N.A
  3. PARANOIA PIG (INAuthentic version)[4:35]
作詞：HEATH／作曲・編曲：I.N.A
  4. TRUE LIES（voiceless version）[8:47]

### アルバム
1. PRIMITIVE IMPULSE（2001年6月6日）オリコン20位
  1. DOPE DOOM[1:47]
作曲：HEATH／編曲：I.N.A
  2. virtu@l fuckers[5:19]
作詞・作曲・編曲：I.N.A
  3. TRUE LIES[4:51]
作詞：HEATH／作曲・編曲：I.N.A・HEATH
  4. 00's -naughties-[4:07]
作詞：JO:YA・I.N.A.／作曲：I.N.A.／編曲：I.N.A・PATA
  5. WING[5:35]
作詞：HEATH／作曲：PATA／編曲：PATA・HULK
  6. evening rose[5:17]
作詞：HEATH／作曲・編曲：I.N.A
  7. Foolish Bandit[4:14]
作曲：PATA／編曲：PATA・HULK
  8. PARANOIA PIG -INAuthentic version-[4:30]
作詞・作曲・編曲：I.N.A
  9. GLOW[5:06]
作詞・作曲・編曲：I.N.A
  10. AWAY -precede version-[4:22]
作曲：I.N.A／編曲：I.N.A・PATA
  11. GOING STEADY[4:20]
作詞：JO:YA／作曲・編曲：I.N.A
  12. FIRE WALL rev.C[6:25]
作詞：HEATH／作曲：I.N.A・HEATH／編曲：I.N.A
  13. EYES[5:16]
作詞・作曲・編曲：I.N.A
2. PLANET OF THE Dope（2002年7月24日）オリコン59位
  1. PLASTIC SMILE[3:59]
作詞：Shame・I.N.A／作曲・編曲：I.N.A
  2. REINCARNATION[4:23]
作詞・作曲・編曲：I.N.A
  3. MOVE[4:12]
作詞：Shame／作曲・編曲：PATA
  4. 46億年の記憶[4:07]
作詞・作曲・編曲：I.N.A
  5. with[4:47]
作詞：Shame・I.N.A／作曲・編曲：I.N.A
  6. Freak out[4:23]
作詞・作曲・編曲：I.N.A
  7. Planet of the Dope[3:34]
作詞：Shame・I.N.A／作曲：I.N.A／編曲：Dope HEADz
  8. You know?[3:54]
作詞：Shame／作曲・編曲：I.N.A

### 参加作品
1. Cafe Le Psyence[3] ※6曲目「evening rose」shameボーカル版を収録